# Ikekeleiaiku
Ikekeleiaiku (autre graphie Ikekelei'aiku ou Kekeleeiku) était le prince de Kauai. Les parents de Ikekeleaiku étaient le noble Kini et la reine Kamakahelei,. Ikekeleaiku était un descendant de Peleioholani, Alii Aimoku (roi) de Kaua'i et d'Oahu.:297–298
La femme de Ikekeleaiku était Malie Kaikilani Napuupahoehoe (descendant de Līloa, chef Aimoku (roi) de Hawaii), et leur fils était Colonel Robert Hoapili Baker, Gouverneur de Maui et aide de camp du Roi Kalākaua,.